# ラクアーモ
Rakua-mo（ラクアーモ）は、沖縄に拠点を置くIT企業、株式会社アイティメル沖縄が運営する、モデルキャスティング・制作・イベント事業。
モデル登録者はほぼ素人で、ウェブサイト制作やチラシ、スナップ写真、ポスターなど企業広告や宣伝を作成する際に、「理想通りのポーズやイメージを実現できる」として、既存素材では表現できない、一味違うキャスティングなどをプロモーション。